# Schahr-e Qumis
Schahr-e Qumis (persisch شهر قومس), auch Shahr-i Qumis, ebenfalls bekannt unter dem griechischen Namen Hekatompylos (altgriechisch Ἑκατόμπυλος, wörtlich: „Stadt der hundert Pforten“), ist der Name einer ehemaligen Hauptstadt der parthischen Arsakidendynastie und der Provinz Komisene (Qumis). Neben Rhagae und Ktesiphon diente sie den parthischen Königen vermutlich als saisonale Residenz.
Die Stadt entwickelte sich aus einer Karawanserei, sie liegt in der iranischen Provinz Semnan auf halber Strecke zwischen den heutigen Städten Semnān und Dāmghān an der Seidenstraße.
Dem Geschichtsschreiber Appian von Alexandria zufolge wurde die Stadt durch den Seleukidenkönig Seleukos I. Nikator gegründet, doch handelt es sich eher um eine Wiedergründung, da Alexander der Große die Stadt bereits im Sommer 330 v. Chr. besucht hatte. Unzählige Tonscherben lassen sich zudem auf die frühe Eisenzeit zurückdatieren.
Heute ist die ehemals 28 km² große Stadt, die einige Zehntausend Einwohner beherbergte, eine wüstenhafte Ebene, aus der sich einige hügelförmige Ruinen erheben.

## Funde
Die bisherigen archäologischen Untersuchungen weisen auf ein palastartiges Gebäude aus Lehmziegeln, eine Festung mit mehreren Türmen und einem befestigten Hofgarten, ein Trommlerhaus (Naqqāreh Khāneh) und zoroastrische Gräber (Türme des Schweigens) hin. Weitere Funde sind bislang Keramiken, Siegel, Schmuck (u. a. ein Lapislazuli) und zwei Listen mit Personennamen, die sich auf das Jahr 170 der arsakidischen Zeitrechnung (78 v. Chr.) datieren lassen.